# Юрково (Гіжицький повіт)
Юрково (пол. Jurkowo, нім. Jorkowen) — село в Польщі, у гміні Круклянки Гіжицького повіту Вармінсько-Мазурського воєводства.
Населення — 132 особи (2011).
У 1975-1998 роках село належало до Сувальського воєводства.

## Демографія
Демографічна структура станом на 31 березня 2011 року:
|          | Загалом | Допрацездатний вік | Працездатний вік | Постпрацездатний вік |
| -------- | ------- | ------------------ | ---------------- | -------------------- |
| Чоловіки | 73      | 13                 | 53               | 7                    |
| Жінки    | 59      | 8                  | 37               | 14                   |
| Разом    | 132     | 21                 | 90               | 21                   |